# Mesosa maculifemorata
Mesosa maculifemorata är en skalbaggsart som beskrevs av J. Linsley Gressitt 1940. Mesosa maculifemorata ingår i släktet Mesosa och familjen långhorningar. Inga underarter finns listade i Catalogue of Life.